# Retjons
Retjons település Franciaországban, Landes megyében. Lakosainak száma 321 fő (2022. január 1.). Retjons Captieux, Arue, Bourriot-Bergonce, Lencouacq és Saint-Gor községekkel határos.

## Népesség
A település népessége az elmúlt években az alábbi módon változott:
| Lakosok száma | 439  | 297  | 313  | 325  | 332  | 338  | 350  | 356  | 362  | 321  |
|               | 1968 | 1982 | 1990 | 2006 | 2013 | 2015 | 2017 | 2019 | 2020 | 2022 |